# Roger William Sanders
Roger William Sanders ( 1950 ) es un botánico estadounidense, que desarrolla actividades académicas en el "Botanical Research Institute of Texas", y como profesor en la Universidad de Texas en Austin. Antes había trabajado como taxónomo en el Jardín Botánico Tropical de Fairchild, cerca de Miami.

## Algunas publicaciones

### Libros
- 2002. Project Report: Cedar Hill State Park, Dallas County, Texas : Continued Studies of Baseline Data. Ed. Botanical Res. Institute of Texas

- 2001. Cooper Lake State Park, Delta and Hopkins Counties, Texas: Summary of Plant Communities. Final Version, June 19, 2001. 32 pp.

- 2000. Baseline Vegetation Studies for Possum Kingdom State Park: Grassland and Savanna Sites. Ed. Botanical Res. Institute of Texas

- 1999. Summary of Plant Communities, Possum Kingdom State Park, Palo Pinto County, Texas. Ed. Botanical Res. Institute of Texas, 19 pp.

- 1998. Vegetational Survey: Hunt County Prairie Preserves, Texas. Ed. Botanical Res. Institute of Texas

- 1994. Vegetational Survey: Lennox Woods Preserve, Red River County, Texas. Ed. Botanical Res. Institute of Texas. 38 pp.

- 1979. A Systematic Study of Agastache Section Brittonastrum (Lamiacae, Nepeteae). Ed. Univ. of Texas at Austin. 560 pp.

- La abreviatura «R.W.Sanders» se emplea para indicar a Roger William Sanders como autoridad en la descripción y clasificación científica de los vegetales.[2]